# 奥利弗·莫顿
奥利弗·莫顿（1965年—）是一位英国科普作家和编辑，主要作品有《吃太阳：植物如何供能地球》（Eating the Sun: How Plants Power the Planet）、《再造地球：地球工程如何改变世界》（The Planet Remade: How Geoengineering Could Change the World）、《月球：一部未来史》（The Moon: A History for the Future）等，其中《再造地球》在2016年获英国皇家学会科学图书奖的提名。